# 勇者斗恶龙VI 幻之大地
《勇者斗恶龙VI 幻之大地》是由HeartBeat开发，艾尼克斯（现史克威尔艾尼克斯）发行的超级任天堂电子角色扮演游戏。游戏是勇者斗恶龙系列天空三部曲的最后一作，于1995年12月9日在日本发行。本作由HeartBeat接替勇者斗恶龙系列游戏之前的开发商Chunsoft。在2007年7月，史克威尔艾尼克斯宣布将《勇者斗恶龙IV 被引导的人们》、《勇者斗恶龙V 天空的新娘》和《勇者斗恶龙VI 幻之大地》重制于任天堂DS平台，其中本作是首次重制于其他平台。任天堂DS重制版于2010年在日本发行，2011年在北美和欧洲发行。
作为勇者斗恶龙系列的第六作，本作的美術風格和游戏性仍然和之前的作品相近，但也加入了少量新要素。游戏的图像相比前作《勇者斗恶龙V》有了大幅改进，雖同屬SFC平台，但前作DQ5為SFC初期的作品且图像表現並不算善用了硬體的性能。菜单和前作相比基本相同，战斗也沿用了第一人称回合制。游戏重新使用了《勇者斗恶龙III》的职业系統，并做了小幅调整。遊戲為1995年度日本當地的最畅销游戏，最終累計在日本售出了320万份。重制的DS版截至2010年3月在日本售出了120万份。
游戏遵循了传统勇者斗恶龙中“勇者”探险拯救世界的故事。在本作中，勇者需要在自己失忆的状态下旅行，而多数主要角色也都不知道自己是谁。在一系列的探险之后，玩家知道游戏中除了“现实世界”以外，还有由人类梦想构成的梦之世界，以及想征服两个世界的大魔王。勇者和他的新伙伴一起去保护在日益增长的威胁下的两个世界。

## 系统
《勇者斗恶龙VI》是传统的回合制电子角色扮演游戏，俯视视角的游戏地图中将会随机遭遇敌人，游戏还使用可以让勇者和他的队伍掌握新技能和咒文的职业系统。在游戏中，勇者在世界各地旅行冒险并和他的队员聚集。为了推动剧情，玩家必须击败特别的头目或引发特殊的标志。为了打败头目，玩家需要花时间在战斗中累积经验值，并以此提升角色或职业的等级。
游戏中引入了一些新要素，如怪物攻击时会有动画。游戏还引入了新的迷你游戏史莱姆竞技场和选美大赛，而如同前作，游戏中可以发现隐藏在世界各处的小徽章，并可用它们来换得道具。在打通主线剧情后，游戏会出现隐藏迷宫和几个附加角色。游戏使用了在一些前作中出现的昼夜系统，但夜晚只是出现在一些特定的剧情事件中。前两作中出现的马车系统在本作中保留，这使玩家可在世界地图中交换参战角色。
本作和《勇者斗恶龙III》和《勇者斗恶龙VII》相似，都使用了职业系统。当玩家进入达玛神殿时，他们就可以从几种初级职业中选择一种开始修炼。一旦角色精通了两种或三种初级职业，他们就可以转职为高级职业；比如精通战士和武术家可以转职为战斗大师。一些职业可以让角色获得额外能力，如商人职业可以在每场战斗后为队伍带来额外收入，超级任天堂版魔物使职业可以在战斗后让怪物加入队伍。为了精通职业，角色必须以该职业身份和一定数量的怪物战斗。一旦职业精通，该职业有关的一些状态值会额外增长。游戏另外还有两个需要消耗性书籍解锁的职业。《勇者斗恶龙VI》是系列第一个允许人类角色使用特技（发动特殊攻击或其他非咒文特殊效果，通常不消耗MP）的作品。特技后来被引入《III》、《IV》、《V》代复刻版以及之后的作品。

## 情节

### 设定
如同勇者斗恶龙系列的其它游戏，《勇者斗恶龙VI》使用了相当中世纪风的设定，并完全使用了城堡、骑士与魔法要素。游戏的主要世界分为“现实世界”和“梦之世界”，二者相互独立但地图相似。为了从一个世界到另一个世界，队伍需利用特殊的空间翘曲（如水井），世界地图的上下楼梯，亦或是从“梦之世界”到“现实世界”的洞中跳下。
如果一些事物在“现实世界”无法找到，那它可能在“梦之世界”出现，如冒险中盘的魔术师之塔。游戏中还有一个“罅隙世界”。这个独立的地图是一个被迷幻之海包围的黑暗之岛，有着一些游戏中最强大怪物。最终头目姆亚就生活在这里。当姆亚被击败玩家将可以进入隐藏迷宫，并遇到隐藏最终头目多力安。

### 剧情
在游戏故事的开头，主角、米蕾尤和哈桑前去魔王的宫殿，在米蕾尤用笛子召唤出龙后，一行人骑着龙来到了魔王的宫殿。然而三人却被魔王姆多的魔法石化。之后主角从莱弗科特村醒来，妹妹塔尼亚告诉主角村长在找他。在从村长处接到买举行精灵仪式必需品精灵之冠的任务后，主角离开了村子。在这过程中，主角从一个大洞掉了下去，来到了一个神秘的世界，主角走到了一个村庄，但这里的人都不能看到他。从村民的对话中的得知，村子北边有口神秘的水井，主角从那里回到了自己的世界。在回到村子举行精灵仪式时，人们听到了神谕——主角就是被选定的拯救世界的勇者。第二天主角离开了村子开始了旅程。主角来到了雷多克城并得知国王正在征集勇士讨伐魔王姆多，在通过征兵的试炼后，主角遇到了哈桑，并为一个老人抓得了一匹马。二人从国王处得知打败姆多需要可以映照出真实的拉之镜。两人在旅行中从本应是达玛神殿的大洞中跳了下去，来到了“幻之大地”，在这里他们遇到了米蕾尤，并在梦占卜师古兰玛兹的帮助下恢复了身体。在镜之塔中，一行遇到了同样不能在“幻之大地”显示身体的失忆少女芭芭拉，并在塔里取得了拉之镜。四人来到了最初世界的姆多城堡，在击败姆多后对他使用了拉之镜，这时姆多变成了雷多克国王，并疑惑发生了什么事。主角从国王处得知出发的世界实际上是梦之世界，幻之大地则是现实世界。国王在现实世界讨伐姆多时，灵魂被困于梦之世界变成了姆多，而王妃则变成了雷多克国王。
在从根特村长老的孙子查莫罗处借得神船后，一行来到了现实世界姆多的宫殿。姆多再次将主角打回梦之世界，然而拉之镜破解了姆多的咒文，一行人击败了姆多。然而世界仍然有怪物出没，而雷多克王妃也告诉主角他发现了主角是谁。在旅行的途中，一行来到了阿克博而特，城旁边的隧道山洞被怪物占领，击败怪物则可得到奖励雷光剑，当主角来到最后怪物之前时，战士特瑞打败了怪物拿走了雷光剑。在卡尔贝罗那，主角一行得知这是芭芭拉的家乡，长老告诉芭芭拉魔王正在监视着她，并把超级咒文玛丹提传给了她。队伍还得知见到大魔王需要传说中的剑、盾、头盔、铠甲四样装备。在此期间主角来到了现实世界的莱弗科特村，并遇到了另一个他；在回到雷多克后，国王和王妃告诉主角，他便是真正的雷多克王子。
一行人来到了空中城堡并遇到占领这里的迪兰，他先叫出特瑞，之后又自己和主角战斗。在被击败后他告诉主角，他们一行所面对的所有魔物都是魔王迪斯塔姆亚的手下。米蕾尤也说出了特瑞是自己的弟弟，特瑞亦决定加入队伍一起击败魔王。空中之城恢复了正常，一行从赛尼斯王处得知姆亚想占领两个世界，以及关于它所在的罅隙世界的信息。在得到队伍中名为珀加索斯的马的缰绳后，一行得以飞到罅隙世界。在两位贤者兄弟玛沙鲁和克里姆特的帮助下，一行来到了大魔王迪斯塔姆亚的城堡。在解开一系列谜题后，一行见到并击败了姆亚。贤者告诉一行罅隙世界将要崩溃，珀加索斯带着一行逃了出来。游戏的结尾交待了各个角色之后的人生。

## 开发

### 制作
和之前全部勇者斗恶龙作品相同，《勇者斗恶龙VI》游戏剧本编写者为堀井雄二，艺术总监为鸟山明。游戏是系列天空三部曲的最后一作。

### 发行
由于艾尼克斯想进一步开发他们的游戏，使得超级任天堂版游戏的发行被推迟了一年多。游戏最终在1995年11月的初心会上展出。《勇者斗恶龙VI》于几周后的12月9日以11,400日圆的高价发行。游戏售出了超过320万份。自那以后，游戏于2005年在日本造成新闻，两名日本学生因争论哪部勇者斗恶龙游戏好玩而发生争执，一名学生对另一名学生进行了威胁，这名学生最喜欢的作品是《勇者斗恶龙VI》。
据《任天堂力量》报道，《勇者斗恶龙VI》最初计划于1996年春在北美以“Dragon Warrior V”发行。如同系列前作，游戏没有在进行北美本地化，游戏4MB的容量使其成为了最大的超级任天堂游戏，这也是该平台在卡带无存储库开关电路下所能支持的最大容量，若翻译游戏则需要更大更贵的ROM。同时由于艾尼克斯已经放弃了美国超级任天堂市场并转向PlayStation平台；而史克威尔仍然继续在美国市场销售它们的游戏，因而没有公司愿意愿意冒《勇者斗恶龙VI》的风险。

### 任天堂DS重制版
《勇者斗恶龙VI》于任天堂DS重制的消息最早由史克威尔艾尼克斯于2007年晚期宣布，游戏由ArtePiazza开发。游戏于2010年1月28日在日本发行，2011年2月14日在北美发行，2011年5月20日在欧洲发行。
在2008年4月28日，有报道称史克威尔艾尼克斯在美国专利及商标局申请了“The Realms of Reverie”的商标，导致人们猜测这是游戏北美本地化的标题。在2008年5月20日，史克威尔艾尼克斯开放了勇者斗恶龙三作重制版的北美站点，确认了“Realms of Reverie”是官方副标题，同时也确认了游戏在北美发售。 之后在游戏发布前，北美标题改为了“Realms of Revelation”，而在一些商店，包括价格标签在内的地方仍然以“Reverie”做标题。任天堂的公共关系总监马克·富兰克林声称《勇者斗恶龙VI 幻之大地》“将初次带给日本以外爱好者访问系列经典游戏的独特道路”
重制版较原版做了一些变化，如怪物大师不再能让怪物加入队伍，代之的是当玩家完成一些任务时，一些史莱姆会加入玩家的队伍。此外由于任天堂DS机能的特性，游戏世界地图能显示在任天堂DS上屏，超级任天堂版的地图道具被取消了。游戏使用了《勇者斗恶龙IX 星空的守护者》中的擦肩通信系统，即两台任天堂DS系统间可以进行无线通信并传送数据。重制版新增了“伙伴对话系统”，玩家可以查看操作角色之间的对话。此外重制版中还增加了一些小游戏。

## 相关媒体
超级任天堂版游戏发行后，以游戏为原本的漫画《勇者斗恶龙 幻之大地》开始连载，此外亦有相关Drama CD、游戏书和小说发行。

### 原声
和每部勇者斗恶龙游戏一样，椙山浩一为游戏作曲并指挥了所有衍生音乐产品。《勇者斗恶龙VI》有三个相关原声专辑。第一个是两碟原声专辑，其中包括管弦乐演出和游戏原声。第二个是2000年8月23日发行的原声碟，只包括管弦乐版本。第三个是SPE Visual Works（现Aniplex）发行的版本，其名为“交响组曲 勇者斗恶龙VI 幻之大地”，该版本出现在勇者斗恶龙音乐汇编《勇者斗恶龙大全集 卷2》中。游戏原声的第二个交响组曲版本演奏于2005年3月，并同样由Aniplex于2006年7月19日发售。

### 漫画
游戏有10卷改编漫画《勇者斗恶龙 幻之大地》发行。漫画由神崎将臣作画，于1997年至2001年在艾尼克斯《月刊少年Gangan》上连载。漫画在大致遵循电子游戏故事线的情况下做了一些修改，如加入了斑点史莱姆伤多多（日文原名“キズブチ”）。中文版由大然文化在台湾发行。

## 评价
尽管游戏定下了11,970日圆的高价格，但《勇者斗恶龙VI》在日本累计售出了320万份，并成为了1995年最畅销的游戏。重製的任天堂DS版《勇者斗恶龙VI》在日本发售首周售出了近100万份，截至2012年3月，游戏售出了120多万份。日本Fami通杂志为超级任天堂版和任天堂DS版游戏的打分均为34/40。
在《任天堂力量》第81期中，工作人员写了一篇关于《勇者斗恶龙》的文章，希望游戏能在北美发行。他还暗示“过多的战斗而缺乏冒险”是游戏可能不吸引美国玩家的原因。其它评论还指出，修練职业与难以应付的双世界都可能对在美国的发行不利。Gamasutra的Kurt Kalata称赞了游戏的故事线，尤其是其创新性的剧本。虽然和《林克的冒险》中光暗世界设定类似，但《勇者斗恶龙VI》使用了独特的现实世界与梦之世界设定，他認為该设定对之后史克威尔的角色扮演游戏《时空之轮》和《最终幻想X》产生了影响。Kalata还称赞了游戏的系统改进，包括在《勇者斗恶龙III》基础上改进，更类似于《最终幻想V》的职业系统，以及在前作的寄存处基础上改进，加入可以存放道具的口袋系统。他总结称本作“仍然是一款不可思议的游戏”。在杂志《GamePro》2005年5月刊中，游戏列入了十大未在美国发行日本游戏的第7位。

### 影响
以本作中角色特瑞和米蕾尤为主角的游戏《勇者斗恶龙怪兽篇 特瑞仙境》于1998年发行，游戏剧情设定在《勇者斗恶龙VI》故事发生前的多年。虽然《勇者斗恶龙VI》没有在北美发行，但《特瑞仙境》则在日本发行的次年在北美上市。除了特瑞和米蕾尤，包括德斯塔姆亚在内的一些主要敌人也在游戏中出现，然而他们并没有扮演之前的角色，只是作为普通的敌人登場。然而德斯塔姆亚和姆多非常具有挑战性，并在游戏中作为最后的头目。